# 日本・台湾間の航空路線
日本・台湾間の航空路線（にほん・たいわんかんのこうくうろせん）では、日本と台湾の間を結ぶ商用航空路線をめぐる歴史や背景、現状の運航概況をまとめる。

## 歴史

### 黎明・発展期
戦前の一時期、大日本航空などが日台間で航空路を築いていたとされる。1950年4月には民航空運公司（CAT）が、台北-東京を結ぶ路線を開設した。日本航空は、1959年7月30日に東京国際空港 - 台北松山空港線に就航し、日台路線を開設した。中華航空（後のチャイナエアライン）は、1967年4月1日に、羽田-伊丹-台北/松山線を就航し、日本に初就航した。

### 日台断交の影響
1972年に、日本と中華人民共和国政府との間で日中共同声明が締結されたことにより、日本と中華民国（台湾）政府は断交した。中国側は日本に対して日中航空協定締結の条件として、中台の航空機が日本の空港に並ばないこと、中華航空機が旗（中華民国国旗）を外すこと、日台間の航空協定の完全消滅の明確化などいくつかの提案をおこなった。また、日台間の航空路線の維持については条件付きで認める表明をした。
1974年4月20日、北京で日中航空協定が締結された。その際に、日本の外務大臣大平正芳は「日本政府は、台湾機にある標識をいわゆる国旗を示すものと認めていない。中華航空が国家を代表する航空会社であるとは認めていない」との談話を発表した。これを受けて台湾外交部長の沈昌煥は直ちに日台間航空路の停止を発表し、翌日の便を最後に日本航空と中華航空は日台路線から撤退した。また、日本航空機の台北FIR通過も一時拒否された。そのため、日台間を移動するには、日本を寄港地とする第三国の航空会社による直行便、あるいは香港を経由する方法が利用された。
1975年7月に、日本の外務大臣宮沢喜一が「（台湾と国交を有する）それらの国々が青天白日旗を国旗として認識している事実をわが国は否定しない」といった答弁を行い、日台航空路線の再開への動きが高まった。1975年8月8日に、日本航空は日本アジア航空という別会社を設立して、台湾への便を運航するすることとした。このような策は当時、両国に乗り入れる世界中の多くの航空会社でみられた。KLMオランダ航空による「KLMアジア」や、ブリティッシュ・アジア・エアウェイズなどもその一例である。日本アジア航空は、1975年9月15日に、日本航空からリースされたダグラスDC-8-53型機によって東京国際空港 - 台北松山空港、高雄国際空港間の運航を開始した。一方、中華航空は、1975年10月1日に台北松山空港 - 東京国際空港線および東京経由米国行きの便を再開させたが、断交前に定期便のあった大阪国際空港へは運航を再開しなかった。
1978年に成田国際空港開港し、各航空会社の羽田発着の国際線が移管されたが、中台の航空会社に配慮し、中華航空だけは羽田空港発着のままとする措置が採られた。都心に近い羽田空港ゆえ、都内や横浜方面からのアクセスが比較的好条件であること、空港旅客サービス料が無料であること、国内線が集まる空港であり接続利便性が高いといった他社にはない優位性があった反面、他の国際線との接続利便性が低いという不利もあった。
1979年には、台北で台湾桃園国際空港が開港し、台北松山空港発着の路線はすべて移管された。
1994年には、台湾のエバー航空が福岡 - 台北/桃園線を開設し、日本へ初就航した。2000年にはエバー航空も東京線を開設したが、チャイナエアラインと同様に、政治的理由で、成田空港ではなく、当時国内線専用だった東京国際空港に就航した。羽田空港では、1998年3月20日に第2旅客ターミナルビルの南寄りに暫定国際線旅客ターミナルビルが完成し、台湾の航空会社はそのターミナルを使用していた。また、1994年12月には、全日本空輸も日台路線に新規就航し、競争が激化し始めた。

### 中台間の関係緩和
2002年、例外的に羽田から国際線を飛ばしていた中華航空、エバー航空の成田国際空港使用が許可され、羽田線を成田に移管した。2006年には、中華航空が32年ぶりに大阪路線を復活させた。その後2007年に、日本側の対台湾の窓口である交流協会（現：日本台湾交流協会）と、台湾側の亜東関係協会（現：台湾日本関係協会）が、日本 - 台湾路線の直接運航を認めることを確認した。日本アジア航空は、2008年3月31日をもって日本航空に吸収合併し消滅した。

### 発展
2010年10月、1979年以降国内線専用として使用されていた台北松山空港と、東京国際空港を結ぶ定期便が就航した。2025年現在まで、日本航空、全日本空輸、チャイナエアライン、エバー航空が各2便ずつ、合計1日8便が運航されている。
2010年に日本のLCCのジェットスター・ジャパンが、2012年には同じく日本のLCCであるPeach Aviationが、2015年3月25日からは台湾のLCCのタイガーエア台湾が、2020年には台湾のスターラックス航空が日本に初就航した。さらに、キャセイパシフィック航空など、以遠権を行使して日台路線を運航する航空会社もあり、航空会社間の競争が激化している。

## 現在の運航概況
2024年冬季スケジュールでは、週600便を超える便が日台間で運航されている。

### 運航会社と提携関係
| 会社分類                       | 会社分類                       | 日本                     | 台湾                            |
| ------------------------------ | ------------------------------ | ------------------------ | ------------------------------- |
| フルサービスキャリア           | ワンワールド加盟               | 日本航空                 | スターラックス航空 （加盟予定） |
| フルサービスキャリア           | スターアライアンス加盟         | 全日本空輸               | エバー航空                      |
| フルサービスキャリア           | スカイチーム加盟               | なし                     | チャイナエアライン              |
| 格安航空会社                   | 格安航空会社                   | ジェットスター・ジャパン | タイガーエア台湾                |
| 格安航空会社                   | 格安航空会社                   | ピーチ                   |                                 |
| 第三国の航空会社（以遠権行使） | 第三国の航空会社（以遠権行使） | キャセイパシフィック航空 | キャセイパシフィック航空        |
| 第三国の航空会社（以遠権行使） | 第三国の航空会社（以遠権行使） | スクート                 |                                 |
| 第三国の航空会社（以遠権行使） | 第三国の航空会社（以遠権行使） | タイ・ライオン・エア     |                                 |

#### 日台の航空会社提携①　全日空-エバー航空
両者ともにスターアライアンスに加盟しており、コードシェアのほか、マイル提携なども実施している。成田/台北線で2002年にコードシェアを開始した。エバー航空は、全日本空輸（ANA）を開業時の客室乗務員などサービス部門の教育に参考にするなど、開業時から深い関係を持つ。

#### 日台の航空会社提携②　日本航空-チャイナエアライン
日台の航空会社間では、日本航空とチャイナエアラインも提携関係にある。2010年に提携を開始し、2017年1月10日には、旅客と貨物分野における提携を強化し、2月下旬より両社が運航する日本と台湾間の全路線、全便についてコードシェアを実施すると発表した。ただし、全日空とエバー航空の事例とは違い、日本航空はワンワールド、チャイナエアラインはスカイチームに加盟しており、アライアンスをまたぐ提携関係になっている。ただし、スターラックス航空がワンワールドに加盟する予定であり、日本航空の提携相手がチャイナエアラインからスターラックス航空に変更されるのではという見方もある。